# Cristina Abuhazi
Cristina Abuhazi García (Caracas, Venezuela; 4 de diciembre de 1980) es una presentadora de televisión, modelo y actriz venezolana. Ha trabajado en programas como Sony Youtube América Latina en los Estados Unidos y en su país natal.

## Biografía
Nace en la capital venezolana. Abuhazi es una abogada graduada en el año 2003 en la Facultad de Derecho de la Universidad Santa María (Venezuela). Es una corredora de maratones. Cristina ha participado en el maratón de Nueva York 2 veces, 2007 y 2008.  También ha corrido 5 media maratón en la ciudad de Miami.
Cristina ha participado en labores sociales para la lucha contra el Cáncer de mamas colaborando con la Asociación Civil sin fines de lucro SenosAyuda y con la Fundación infantil Ronald Mcdonald con el McDía Feliz, en un evento anual de recaudación de fondos para la cura de la parálisis infantil.
Ha participado en el programa de televisión Show Business Extra transmitido a través de MTV3 Tr3s (Estados Unidos) y Meridiano Televisión (Venezuela).
Abuhazi ha participado en varias telenovelas y ha presentado gran número de programas de TV.

## Filmografía

### TV Shows Host
- Sony Youtube América Latina, (2013)
- Show Business Extra, MTV3 Tr3s (2013)
- 99 TV (2012)[11]
- Un momento Diferente, Canal I (2009-2010)[12]
- Pura Vida Nocturna,  con Arturo de los Ríos, Canal de Noticias (2008)

### Series de TV
- Cosita linda, Venevisión International (2014)[13][14][15]
- Corazón valiente, Telemundo (2012-2013)
- Una Maid en Manhattan, Telemundo (2011-2012)[16]
- Mi prima Ciela, RCTV (2007)
- Te tengo en salsa, RCTV (2007)

### Radio
- Fusible fm - Ateneo 100.7 FM (2006-2007)

### Teatro
En octubre de 2013 Abuhazi actuó en Microteatro en el Centro Cultural Español de la ciudad de Miami, en la obra "Se nos muere el amor", donde no solamente le dio vida al papel de Daisy, una mujer que no cree en el amor y reacia al compromiso, sino también fue una pieza escrita y producida por ella misma.